# Synagoge (Meran)

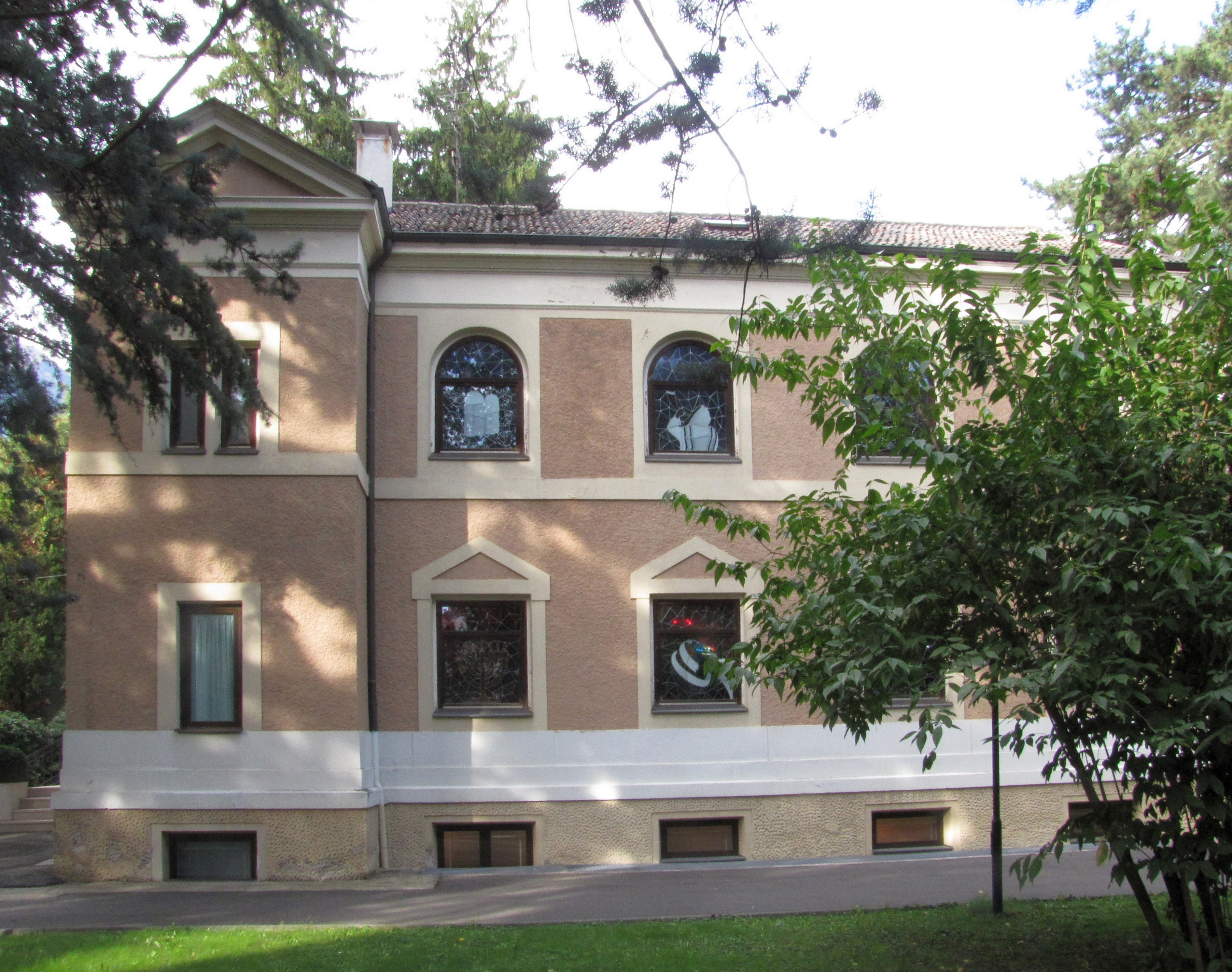
Synagoge in Meran

Die Synagoge in Meran wurde 1900/01 im österreichischen Kronland Tirol errichtet. Die im Auftrag der jüdischen Gemeinde Merans erbaute Synagoge in der Schillerstraße ist ein geschütztes Baudenkmal.
Die neoklassizistische Synagoge wurden nach den Plänen des Architekturbüros Musch & Lun errichtet. Am 27. März 1901 wurde sie feierlich eingeweiht. Die Festpredigt hielt Aron Tänzer, von 1905 bis 1907 Rabbiner der Meraner jüdischen Gemeinde. Der Bau entstand im Park des Sanatoriums der Königswarter-Stiftung und wurde von dieser finanziell unterstützt. Heute beherbergt das Gebäude auch ein kleines Museum.